# Natatolana rossi
Natatolana rossi är en kräftdjursart som först beskrevs av Edward John Miers 1876.
Natatolana rossi ingår i släktet Natatolana och familjen Cirolanidae. Artens utbredningsområde är havet kring Nya Zeeland. Inga underarter finns listade i Catalogue of Life.